# Страна Наири
«Страна Наири» — Документальный фильм армянского кинорежиссера Амо Бек-Назаряна про Армению. 
Наири — ассирийское название «группы племён» на территории государства Урарту, на части которого теперь расположена Армения. Фильм посвящен 10-летию установления Советской власти в Армении. Фильм явился заметным явлением в армянском "немом" кино. В фильме использованы разнообразные средства: документальная съёмка, фрагменты из игровых картин, инсценировки с актёрами. Стремясь к образному отображению действительности, другие армянские режиссйры использовали в дальнейшем этот опыт. Считается одним из лучших армянских документальных фильмов.